# John La Farge

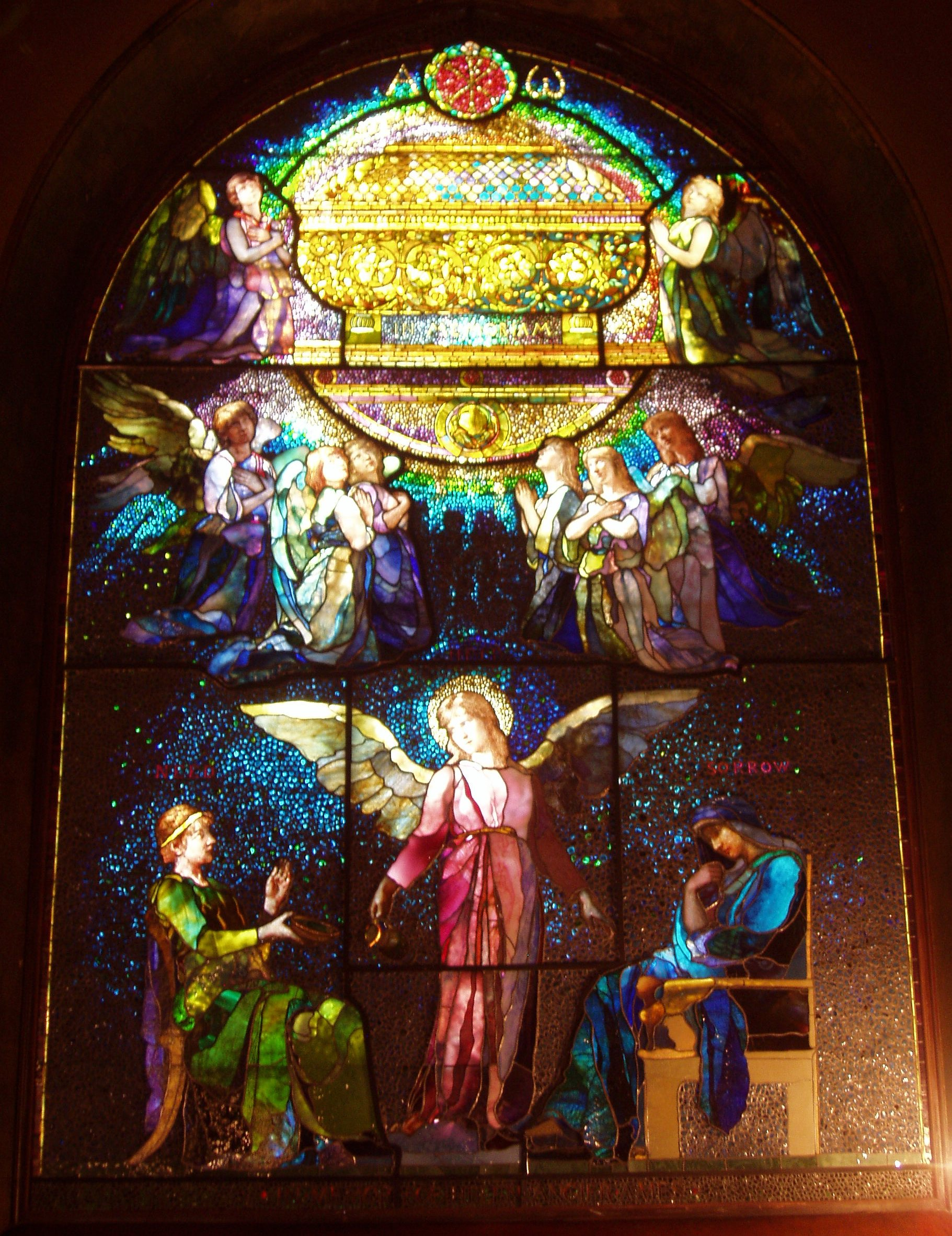
Anioł Stróż – witraż, 1886

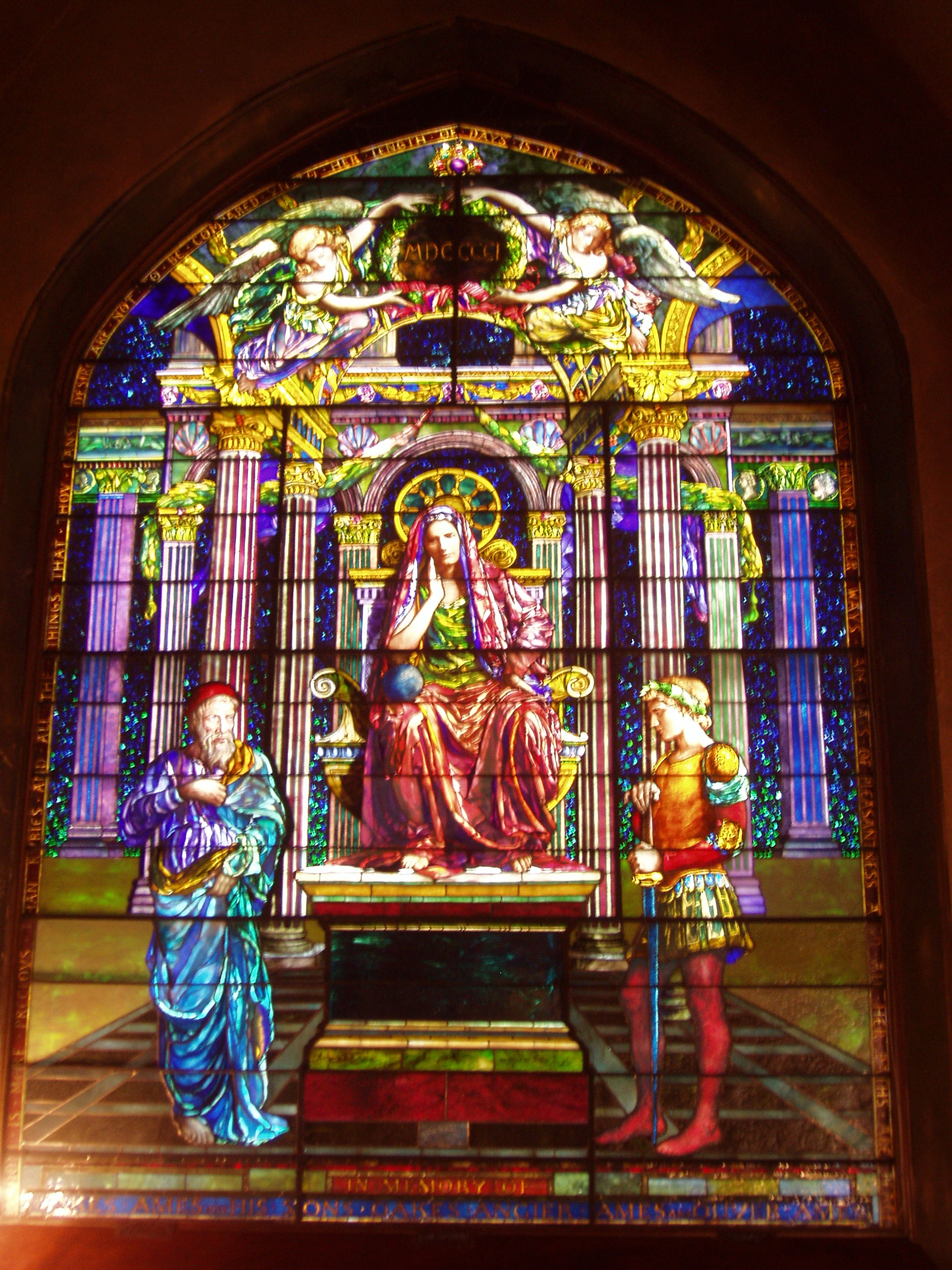
Figure of Wisdom – witraż

John La Farge (ur. 31 marca 1835 w Nowym Jorku, zm. 14 listopada 1910) – amerykański malarz, projektant witraży, dekorator i pisarz. Był jednym z najbardziej innowacyjnych i wszechstronnych artystów amerykańskich XIX wieku.

## Życie i twórczość
Studiował prawo na Uniwersytecie Mount St. Mary i w St. John’s College (obecnie Fordham University). W latach 1856–1857 przebywał w Europie, krótko studiował malarstwo w Paryżu pod kierunkiem Thomasa Couture. W Anglii zetknął się z twórczością prerafaelitów i zapoznał się ze zbiorami dzieł starych mistrzów. Po powrocie do Ameryki osiedlił się w Newport na Rhode Island i postanowił całkowicie oddać się sztuce. Początkowo studiował z malarzem Williamem Morrisem Huntem, dzięki któremu mógł rozwinąć swoje umiejętności. W 1861 ożenił się z Margaret Mason Perry, siostrą malarki Lilly Cabot Perry.
John La Farge był wszechstronnym artystą, największą popularność przyniosły mu projekty witraży i malarstwo ścienne zdobiące wiele amerykańskich kościołów i budynków publicznych m.in. w Buffalo, Nowym Jorku, Bostonie i Worcester. Artysta zdołał dorównać przepychowi średniowiecznych witraży, wprowadził też wiele innowacji, takich jak zastosowanie opalizującego szkła czy nowych metod montażu.
La Farge dużo malował, posługiwał się klasyczną techniką olejną, tworzył akwarele i ilustracje dla prasy. Malował pejzaże, martwą naturę i portrety, poruszał również tematykę orientalną. W 1886 odwiedził Japonię, a w latach 1890–1891 odbył podróż po wyspach południowego Pacyfiku. Plonem tych wypraw były liczne obrazy, akwarele oraz wydane wspomnienia.
Artysta był autorem ośmiu książek i licznych esejów poświęconych sztuce, prowadził również cieszące się dużym powodzeniem wykłady. W 1904 został jednym z pierwszych członków American Academy of Arts and Letters, działał w najważniejszych organizacjach artystycznych Ameryki, a rząd francuski przyznał mu Legię Honorową. Jego najbliższymi przyjaciółmi byli malarz William Morris Hunt i historyk Henry Adams.
Zmarł w 1910, został pochowany na Green-Wood Cemetery w Brooklynie.
Największe zbiory prac La Farge’a znajdują się m.in. w Corcoran Gallery of Art w Waszyngtonie, Metropolitan Museum of Art w Nowym Jorku i Museum of Fine Arts w Bostonie.

## Wybrane publikacje
- The American Art of Glass (broszura)
- Considerations on Painting (Nowy Jork, 1895)
- An Artist’s Letters from Japan (Nowy Jork, 1897)
- The Great Masters (New York)
- Hokusai: a talk about Japanese painting (Nowy Jork, 1897)
- The Higher Life in Art (Nowy Jork, 1908)
- One Hundred Great Masterpieces
- The Christian Story in Art

## Galeria

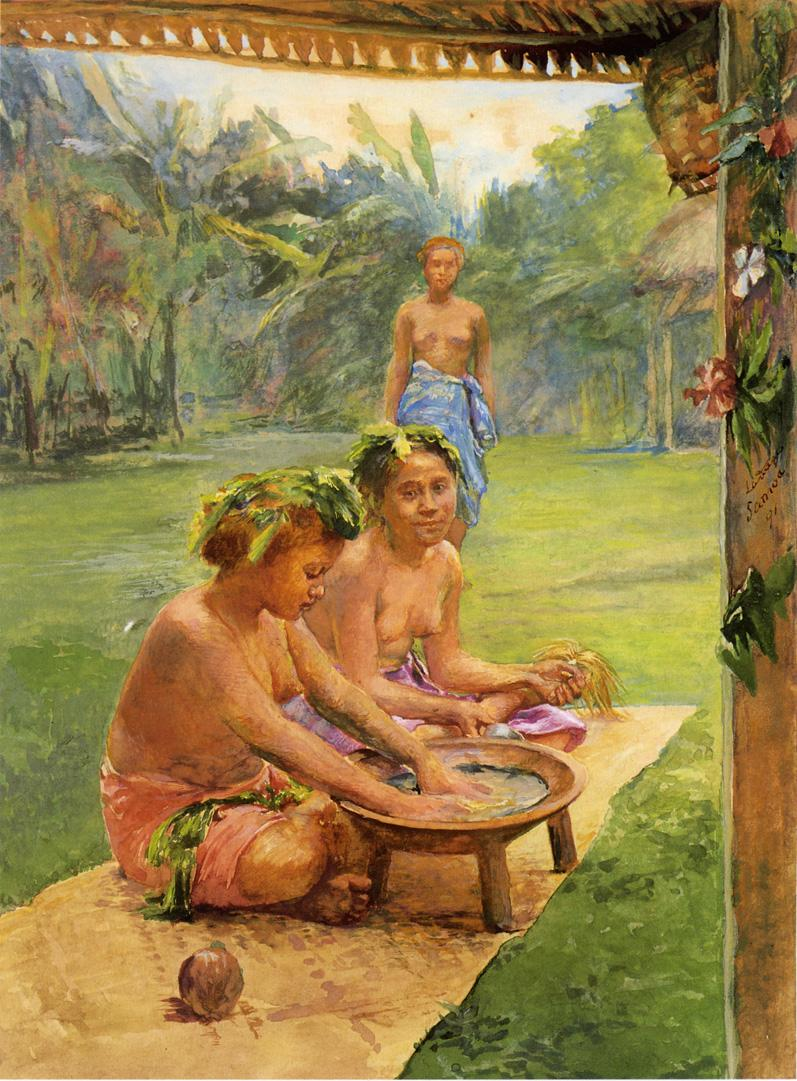
Young Girls Preparing Kava Outside
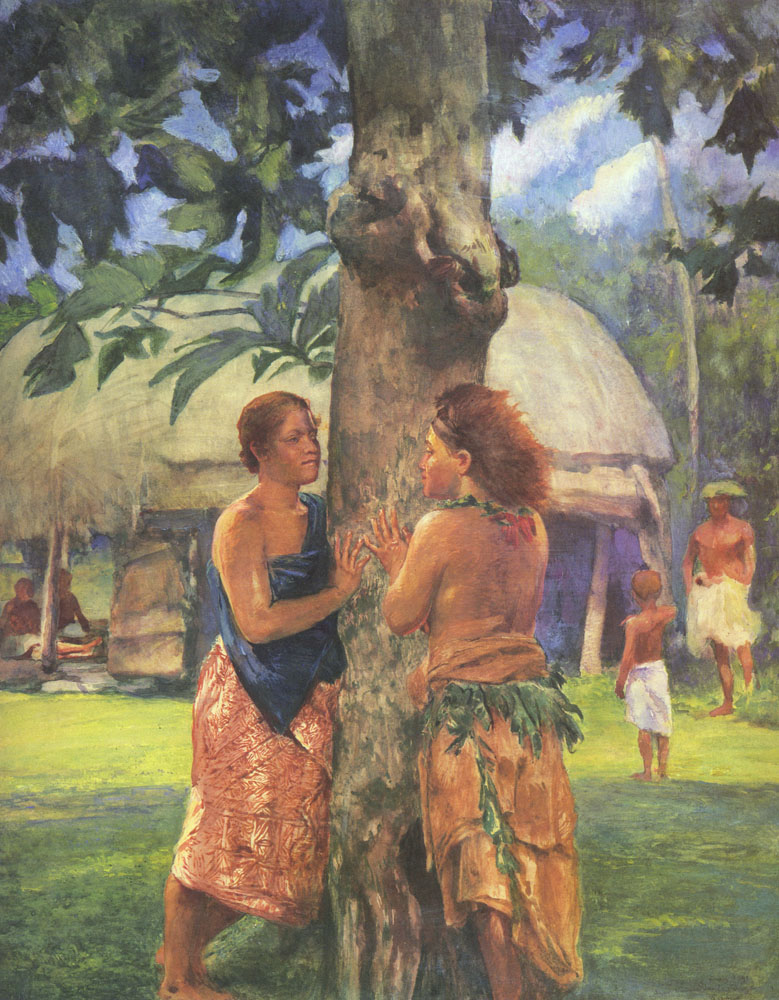
Portrait of Faase the Taupo
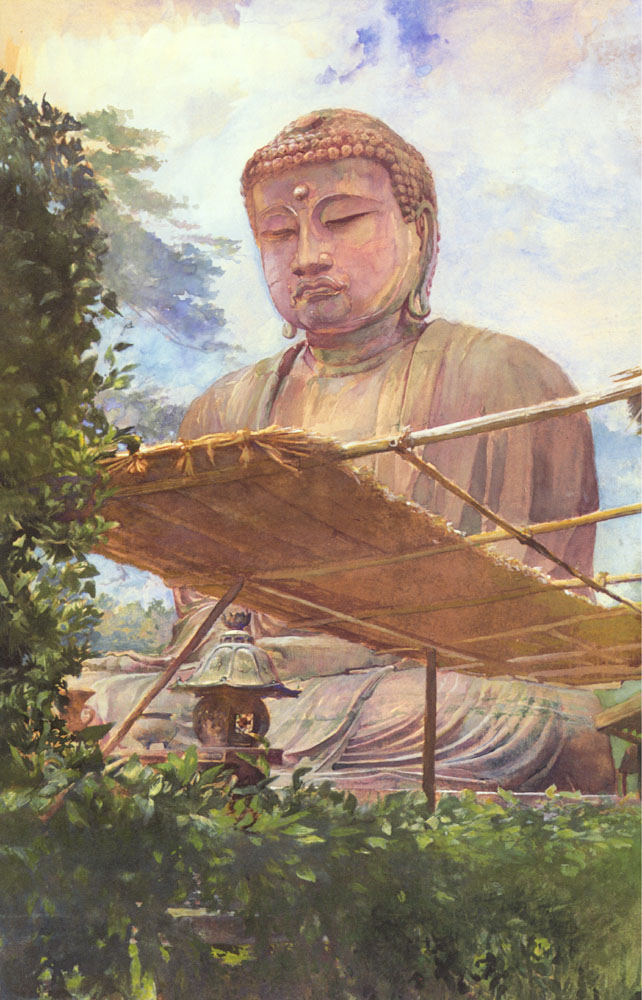
The Great Statue of Amida Buddha
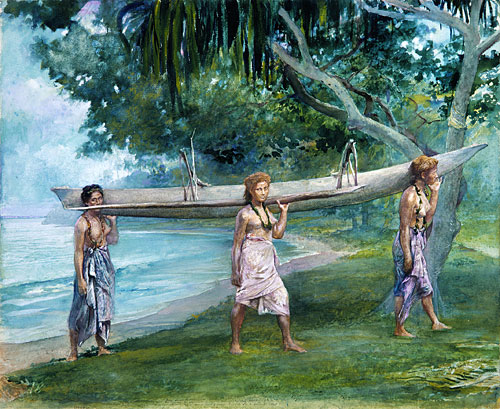
La Farge John Girls Carrying A Canoe

## Literatura dodatkowa
- Adams, Foster, La Farge, Weinberg, Wren and Yarnell, John La Farge, Abbeville Publishing Group (Abbeville Press, Inc.), Nowy Jork 1987.